# Cuiabano
Luis Eduardo Soares da Silva dit Cuiabano, né le 16 février 2003 à Cuiabá au Brésil, est un footballeur brésilien qui évolue au poste d'arrière gauche à Botafogo FR.

## Biographie

### En club
Né à Cuiabá dans l'état du Mato Grosso au Brésil, Cuiabano est formé par Grêmio.
Il joue son premier match en professionnel le 18 février 2023, lors d'une rencontre de Campeonato Gaúcho contre l'Esporte Clube São Luiz (en). Il est directement titularisé et les deux équipes se neutralisent (0-0 score final). Il fait sa première apparition en première division brésilienne contre le SC Internacional, le 21 mai 2023. Il entre en jeu à la place de Bitello (en) et son équipe s'impose par trois buts à un,. Le 27 mai 2023, pour sa première titularisation en première division, Cuiabano se fait remarquer en inscrivant son premier but en professionnel, contre l'Athletico Paranaense. Il contribue au succès de son équipe, qui s'impose par deux buts à un,.

### 2024
Le 20 avril 2024, Botafogo annonce la signature de l'arrière Cuiabano, ex-Grêmio, avec un contrat jusqu'à fin 2027.

### En sélection
Cuiabano représente l'équipe du Brésil des moins de 20 ans, avec laquelle il joue deux matchs, les deux en 2022, et à chaque fois contre le Chili (pour deux défaites, 3-0 puis 3-2).